# 岩井八郎
岩井 八郎（いわい はちろう、1955年7月16日 - 2024年10月31日）は、日本の社会学者。京都大学名誉教授。摂南大学現代社会学部教授。元京都大学大学院教育学研究科教育社会学講座教授。専門は教育社会学、家族社会学、社会調査法。学術修士（大阪大学）。

## 経歴
大阪大学人間科学部人間科学科を卒業後、同大学院大学院人間科学研究科教育学専攻前期課程を修了。
- 1986年 - 大阪大学人間科学部助手
- 1990年 - 大阪外国語大学助教授
- 1996年 - 京都大学教育学部助教授
- 1998年 - 京都大学大学院教育学研究科助教授
- 2003年
  - 京都大学大学院教育学研究科教授
  - マックスプランク人間発達研究所客員研究員[1]（ - 2005年）
- 2022年
  - 京都大学退職
  - 京都大学名誉教授
  - 摂南大学現代社会学部教授
- 2024年 - 10月31日に死去[2]。69歳没。叙正四位、瑞宝中綬章追贈[2]。

## 研究
岩井の研究テーマは以下のようになっている。

## 著作

### 分担執筆
- 『ジェンダー・市場・家族における階層』 盛山和夫、原純輔監修 （日本図書センター、2006年）
- 『家族社会学を学ぶ人のために』 井上眞理子編集 （世界思想社、2010年）
- 『格差と多様性』 佐藤嘉倫、尾嶋史章共編 （東京大学出版会、2011年）
- 『階層と移動の構造』 石田浩、近藤博之、中尾啓子共編 （東京大学出版会、2011年）
- 『親密圏と公共圏の再編成:アジア近代からの問い』 落合恵美子編 （京都大学学術出版会、2013年）

### 編集
- 『ジェンダーとライフコース』 （1995年SSM調査研究会、1998年）
- 『現代教育社会学』 近藤博之共編 （有斐閣、2010年）

### 翻訳
- ヘールト・ホフステード『多文化世界:違いを学び共存への道を探る』 岩井紀子共訳 （有斐閣、1995年 第3版刊行、2013年）